# Abarambo
Gli Abarambo sono una tribù, un clan o un gruppo di persone che vivono nella parte meridionale del fiume Uelé (o Uelle), nel nordest dello Zaire (attuale Repubblica Democratica del Congo), occupando un'intera vallata. Il gruppo sarebbe arrivato in questo territorio migrando dal Sudan tra il tardo XVI secolo e gli inizi del XVIII secolo. Gli Ambarambo combatterono contro l'occupazione belga a partire dal 1905.
La lingua abarambo è parlata principalmente nella Repubblica Democratica del Congo, nell'area di Poko, Isiro e Rungu, tra i fiumi Ituri e Uelé, ed è classificata dagli etnolinguisti tra le lingue sudanesi centrali. La lingua è anche considerata una variante del Barambu, insieme al Amiangba, Amiangbwa, Balambu, Barambo e Duga. Esiste un dizionario abarambo-francese basato sulle indicazioni di MM. Brugger e redatto nel 1912 e poi aggiornato.
La chindanda, strumento a corde degli Abarambo, è simile ad una lira antica.